# Radball-Weltcup 2012
Der Radball-Weltcup 2012 ist die 11. Austragung des von der UCI veranstalteten Radball-Weltcups. Die Turnier-Serie beginnt am 21. April 2012 und endet am 8. Dezember 2012 anlässlich des Weltcup-Finales in Sangerhausen.
Für den Weltcup qualifizieren sich je drei Teams aus den vier besten Nationen der letzten Weltmeisterschaft und je zwei Teams aus den beiden Nationen auf Rang fünf und sechs. Aus allen weiteren Ländern ist maximal ein Team teilnahmeberechtigt. Hinzu kommen jedoch noch die Teams, welche mit einer Wildcard des Veranstalters teilnehmen können.
Insgesamt haben 35 Teams teilgenommen. Alle drei Podestplätze des Gesamtweltcups gingen an den RC Höchst aus Österreich.

## Turnier-Übersicht
| Turnier    | Datum              | Austragungsort | Gewinner      | Zweiter        | Dritter       |
| ---------- | ------------------ | -------------- | ------------- | -------------- | ------------- |
| 1. Turnier | 21. April 2012     | Schwechat      | RC Höchst 2   | RC Höchst 3    | SV Ehrenberg  |
| 2. Turnier | 12. Mai 2012       | Wendlingen     | RC Höchst 1   | SV Ehrenberg   | RV Gärtringen |
| 3. Turnier | 9. Juni 2012       | Dorlisheim     | RV Winterthur | SV Ehrenberg   | RV Gärtringen |
| 4. Turnier | 25. August 2012    | Muar           | SC Svitavka   | VC Cronenbourg | SNA Gent      |
| 5. Turnier | 1. September 2012  | Altdorf        | RS Altdorf    | RV Gärtringen  | RC Höchst 2   |
| 6. Turnier | 22. September 2012 | Oftringen      | RC Höchst 1   | RV Obernfeld   | RC Winterthur |
| 7. Turnier | 20. Oktober 2012   | St. Gallen     | RS Altdorf    | VMC Oftringen  | RC Höchst 2   |
| 8. Turnier | 17. November 2012  | Höchst         | RC Höchst 1   | RS Altdorf     | RV Obernfeld  |
| Finale     | 8. Dezember 2012   | Sangerhausen   | RC Höchst 1   | RC Höchst 2    | RC Höchst 3   |

## Punktestand
Für jedes Weltcupturnier werden Weltcuppunkte vergeben. Nach allen acht Turnieren werden die Punkte für jedes Team addiert und die acht Teams mit den meisten Punkten gelangen in den Final. Ebenfalls im Final spielt ein Team aus Asien und das Heimteam (Wildcard) des Veranstalters.
| Rang   | 1  | 2  | 3  | 4  | 5  | 6  | 7  | 8  | 9  | 10 |
| Punkte | 50 | 45 | 40 | 35 | 30 | 25 | 20 | 18 | 16 | 14 |

Der Punktestand entscheidet nur darüber, welche Teams in den Final gelangen. Im Finale hatten jedoch alle Teams wieder die genau gleichen Chancen zu Gewinnen.
Die mit  gelb  hinterlegten Teams sind qualifiziert für den Final. Rechts sind die Ränge bei den einzelnen Turnieren dargestellt.
| Rang | Team              | Spieler              | Spieler            | Punkte | Starts | Schwechat      | Wendlingen     | Dorlisheim     | Muar           | Altdorf        | Oftringen      | St. Gallen     | Höchst         |
| ---- | ----------------- | -------------------- | ------------------ | ------ | ------ | -------------- | -------------- | -------------- | -------------- | -------------- | -------------- | -------------- | -------------- |
| 01   | RC Höchst 1       | Patrick Schnetzer    | Dietmar Schneider  | 185    | 4      | –              | Goldmedaille   | 4              | –              | –              | Goldmedaille   | –              | Goldmedaille   |
| 02   | RS Altdorf        | Roman Schneider      | Dominik Planzer    | 180    | 4      | –              | 4              | –              | –              | Goldmedaille   | –              | Goldmedaille   | Silbermedaille |
| 03   | RV Gärtringen     | Uwe Berner           | Matthias König     | 160    | 4      | –              | Bronzemedaille | Bronzemedaille | –              | Silbermedaille | –              | –              | 4              |
| 04   | RC Höchst 2       | Simon König          | Florian Fischer    | 155    | 4      | Goldmedaille   | –              | –              | –              | Bronzemedaille | –              | Bronzemedaille | 6              |
| 05   | SV Ehrenberg      | Rico Rademann        | Mike Pfaffenberger | 150    | 4      | Bronzemedaille | Silbermedaille | Silbermedaille | –              | –              | –              | 7              | –              |
| 06   | RV Obernfeld      | André Kopp           | Manuel Kopp        | 150    | 4      | –              | –              | –              | –              | 5              | Silbermedaille | 4              | Bronzemedaille |
| 07   | RC Höchst 3       | Thommy Bröll         | Markus Bröll       | 140    | 4      | Silbermedaille | 5              | –              | –              | –              | 4              | 5              | –              |
| 08   | RC Winterthur     | Marcel Waldispühl    | Peter Jiricek      | 125    | 3      | –              | –              | Goldmedaille   | –              | 4              | Bronzemedaille | –              | –              |
| 09   | VMC Oftringen     | Rafael Stadelmann    | Andreas Zaugg      | 120    | 4      | 6              | –              | –              | –              | –              | 7              | Silbermedaille | 5              |
| 10   | SC Svitavka       | Jiří Hrdlička        | Pavel Loskot       | 104    | 4      | 7              | –              | –              | Goldmedaille   | –              | 9              | 8              | –              |
| 11   | SNA Gent          | Christoph Baudu      | Rik Deuvaert       | 98     | 4      | –              | 7              | 7              | Bronzemedaille | –              | 8              | –              | –              |
| 12   | Favorit Brünn     | Pavel Smid           | Petr Skotak        | 96     | 4      | 4              | 8              | 8              | –              | 6              | –              | –              | –              |
| 13   | VC Cronenbourg    | Frédéric Doell       | Stéphane Bauer     | 90     | 3      | –              | –              | 6              | Silbermedaille | 7              | –              | –              | –              |
| 14   | VD Pilsen         | Ondrej Kydlicek      | Hynek Sterba       | 80     | 4      | –              | –              | –              | –              | 10             | 6              | 6              | 9              |
| 15   | VC Dorlisheim 1   | Benjamin Meyer       | François Rieb      | 52     | 3      | –              | 9              | 9              | –              | –              | –              | –              | 7              |
| 16   | RS Altdorf 2      | Claudio Zotter       | Simon Marty        | 48     | 2      | –              | –              | –              | –              | 8              | 5              | –              | –              |
| 17   | Team Johore Bahru | Zulkifli Senin       | Ibra Izuan Ibrahim | 46     | 3      | –              | –              | –              | 7              | –              | 10             | 11             | –              |
| 18   | HZG Beringen      | Brecht Damen         | Niels Dirikx       | 44     | 2      | –              | –              | 5              | –              | –              | –              | –              | 10             |
| 19   | VfH Tokyo         | Naoya Kinoshita      | Ko Matsuda         | 35     | 1      | –              | –              | –              | 4              | –              | –              | –              | –              |
| 20   | RMV Mosnang       | Lukas Schönenberger  | Timo Reichen       | 30     | 1      | 5              | –              | –              | –              | –              | –              | –              | –              |
| 21   | VC Dorlisheim 2   | Quentin Seyfried     | Lionel Schmitt     | 30     | 2      | 9              | –              | 10             | –              | –              | –              | –              | –              |
| 22   | Pinkies Osaka     | Yosuke Murakami      | Takehiko Miyamoto  | 30     | 1      | –              | –              | –              | 5              | –              | –              | –              | –              |
| 23   | Team Hong Kong 2  | Jacky Chun To Chui   | Wing Sun Mak       | 28     | 2      | –              | –              | –              | 9              | –              | 11             | –              | –              |
| 24   | Team Hong Kong 1  | Wing Tai Ho          | Chun Hin Kwan      | 25     | 1      | –              | –              | –              | 6              | –              | –              | –              | –              |
| 25   | CSO Bukuresti     | Dorian Doroftei      | Mircea Tric        | 25     | 1      | –              | 6              | –              | –              | –              | –              | –              | –              |
| 26   | SV Schwechat      | David Wondra         | Manuel Schlachtner | 18     | 1      | 8              | –              | –              | –              | –              | –              | –              | –              |
| 27   | Team Muar         | Mohd Zikri Dahalan   | Abas Abu           | 18     | 1      | –              | –              | –              | 8              | –              | –              | –              | –              |
| 28   | RC Höchst 4       | Simon Plankensteiner | Simon Schlegel     | 18     | 1      | –              | –              | –              | –              | –              | –              | –              | 8              |
| 29   | VMC Liestal       | Andry Accola         | Samuel Niklaus     | 16     | 1      | –              | –              | –              | –              | 9              | –              | –              | –              |
| 30   | RC St. Gallen     | Martin Kümin         | Matthias Klarer    | 16     | 1      | –              | –              | –              | –              | –              | –              | 9              | –              |
| 31   | CES Quebec        | Jean Saucier         | Benoit Fish        | 14     | 1      | –              | –              | –              | –              | –              | –              | 10             | –              |
| 32   | Team Bangkok      | Thunwa Naknawa       | Noppharit Buadum   | 14     | 1      | –              | –              | –              | 10             | –              | –              | –              | –              |
| 33   | KSJ Baj           | Tamas Szitas         | Vilmos Toma        | 14     | 1      | 10             | –              | –              | –              | –              | –              | –              | –              |
| 34   | RSV Wendlingen    | Kevin Seeber         | Frank Schmid       | 14     | 1      | –              | 10             | –              | –              | –              | –              | –              | –              |
| 35   | SKC Kolarovo      | Attila Hanko         | Tomas Czekus       | 12     | 1      | 11             | –              | –              | –              | –              | –              | –              | –              |

## Weltcup-Finale
Die zehn Teams werden in zwei 5er-Gruppen unterteilt. Innerhalb einer Gruppe spielt dann Jeder gegen Jeden einmal. Danach spielen die Fünftplatzierten der beiden Gruppen um Rang 9 und 10, die beiden Viertplatzierten um Rang 7 und 8 und die beiden Drittplatzierten um Rang 5 und 6. Die Sieger der beiden Gruppen spielen im Halbfinale gegen den Zweitplatzierten der anderen Gruppe um einen Finalplatz. Die Verlierer der beiden Halbfinale spielen um Rang 3 und 4 und die beiden Gewinner um den Gesamtweltcup-Sieg.

### Vorrunde

#### Gruppe 1
| Rang | Team                 | HÖ1   | HÖ2   | WIN   | OBE   | SAN   | S | U | N | Tore  | Punkte |
| ---- | -------------------- | ----- | ----- | ----- | ----- | ----- | - | - | - | ----- | ------ |
| 1    | RC Höchst 1          |       | 2 : 5 | 4 : 3 | 3 : 2 | 2 : 2 | 2 | 1 | 1 | 11:12 | 7      |
| 2    | RC Höchst 2          | 5 : 2 |       | 1 : 2 | 3 : 0 | 2 : 4 | 2 | 0 | 2 | 11:8  | 6      |
| 3    | RC Winterthur (a)    | 3 : 4 | 2 : 1 |       | 3 : 4 | 6 : 0 | 2 | 0 | 2 | 14:9  | 6      |
| 4    | RV Obernfeld         | 2 : 3 | 0 : 3 | 4 : 3 |       | 2 : 1 | 2 | 0 | 2 | 8:10  | 6      |
| 5    | RV Sangerhausen (WC) | 2 : 2 | 4 : 2 | 0 : 6 | 1 : 2 |       | 1 | 1 | 2 | 7:12  | 4      |

#### Gruppe 2
| Rang | Team          | HÖ3   | GÄR   | ALT   | EHR   | PIN   | S | U | N | Tore  | Punkte |
| ---- | ------------- | ----- | ----- | ----- | ----- | ----- | - | - | - | ----- | ------ |
| 1    | RC Höchst 3   |       | 3 : 2 | 2 : 0 | 6 : 4 | 4 : 2 | 4 | 0 | 0 | 15:8  | 12     |
| 2    | RV Gärtringen | 2 : 3 |       | 2 : 1 | 6 : 3 | 6 : 3 | 3 | 0 | 1 | 16:10 | 9      |
| 3    | RS Altdorf    | 0 : 2 | 1 : 2 |       | 7 : 2 | 6 : 2 | 2 | 0 | 2 | 14:8  | 6      |
| 4    | SV Ehrenberg  | 4 : 6 | 3 : 6 | 2 : 7 |       | 9 : 2 | 1 | 0 | 3 | 18:21 | 3      |
| 5    | Pinkies Osaka | 2 : 4 | 3 : 6 | 2 : 6 | 2 : 9 |       | 0 | 0 | 4 | 9:25  | 0      |

### Finalrunde
| 1. Halbfinale           |   |               |                   |
| RC Höchst 1             | – | RV Gärtringen | 5 : 3             |
| 2. Halbfinale           |   |               |                   |
| RC Höchst 2             | – | RC Höchst 3   | 4 : 3             |
| Spiel um Platz 9 und 10 |   |               |                   |
| RSV Sangerhausen        | – | Pinkies Osaka | 7 : 1             |
| Spiel um Platz 7 und 8  |   |               |                   |
| RV Obernfeld            | – | SV Ehrenberg  | 4 : 2             |
| Spiel um Platz 5 und 6  |   |               |                   |
| RC Winterthur           | – | RS Altdorf    | 0 : 5 Forfait (a) |
| Spiel um Platz 3 und 4  |   |               |                   |
| RV Gärtringen           | – | RC Höchst 3   | 3 : 6             |
| FINALE                  |   |               |                   |
| RC Höchst 1             | – | RC Höchst 2   | 4 : 2             |

### Endstand
| Rang           | Team             | Spieler               | Spieler             |
| -------------- | ---------------- | --------------------- | ------------------- |
| Goldmedaille   | RC Höchst 1      | Patrick Schnetzer     | Dietmar Schneider   |
| Silbermedaille | RC Höchst 2      | Simon König           | Florian Fischer     |
| Bronzemedaille | RC Höchst 3      | Thommy Bröll          | Markus Bröll        |
| 4              | RV Gärtringen    | Uwe Berner            | Matthias König      |
| 5              | RS Altdorf       | Roman Schneider       | Simon Marty (b)     |
| 6              | RC Winterthur    | Marcel Waldispühl (a) | Peter Jiricek       |
| 7              | RV Obernfeld     | Manuel Kopp           | Andre Kopp          |
| 8              | SV Ehrenberg     | Rico Rademann         | Mike Schroeter      |
| 9              | RSV Sangerhausen | Mike Pfaffenberger    | Steve Pfaffenberger |
| 10             | Pinkies Osaka    | Yosuke Murakami       | Takehiko Miyamoto   |